# Novouliànovsk
Novouliànovsk - Новоульяновск (rus) és una ciutat de l'óblast d'Uliànovsk, a Rússia. Es troba a la riba dreta del Volga, a 19 km al sud d'Uliànovsk i a 711 km al sud-est de Moscou.

## Història
La vila fou fundada el 1957 en el marc de la construcció d'una fàbrica de ciment important. Obtingué l'estatus de possiólok (poble) el 1961 i el de ciutat el 1967.

## Població
La situació demogràfica de Novouliànovsk s'ha deteriorat força al llarg dels anys 1990. El 2001 el flux natural tingué un dèficit inquietant de més de 9,1 per mil, amb una taxa de natalitat particularment feble (6,7 per mil) i una taxa de mortaldat molt elevada (15,8 per mil).